# 阿爾莫什王子
阿爾莫什王子（約1070年或1075年—1127年9月1日），匈牙利國王蓋薩一世的次子。

## 家庭
1104年，阿爾莫什與基輔大公史維托波克二世的女兒普熱茲拉瓦結婚，兩人共有1子2女：
1. 阿德海德（英语：Adelaide of Hungary (d. 1140)）（約1106年—1140年），波希米亞公爵夫人
2. 海德薇希（1107年—1138年），奧地利公爵夫人
3. 貝拉二世（約1109年—1141年），匈牙利國王